# Ștefan cel Mare (Vaslui)
Pour les articles homonymes, voir Ștefan cel Mare.
Ștefan cel Mare est une commune roumaine située dans le județ de Vaslui. 
Composée de 7 village : Bârzești, Brăhășoaia, Călugăreni, Cănțălărești, Mărășeni, Muntenești et Ștefan cel Mare.
Sa population était de 3 388 habitants en 2002, 3 160 habitants en 2011 et 2 299 en 2021